# Малл-оф-Ґалловей
Малл-оф-Ґалловей (англ. Mull of Galloway шотл. гел. Maol nan Gall, вимова [mɯːlˠ̪ nəŋ ˈkaulˠ̪]) — мис, найпівденніша точка Шотландії. Він розташований у графстві Віґтауншир, області Дамфріс-і-Ґалловей, в кінці півострова Ринз-оф-Ґалловей.
Малл має одну з останніх ділянок природного прибережного середовища існування на узбережжі Ґалловей і, таким чином, підтримує широкий спектр видів рослин і тварин. Зараз це природний заповідник, яким керує Королівське товариство охорони птахів (RSPB). Mull означає округлий мис або ріг.
Стежка Mull of Galloway, одна з Великих стежок Шотландії, є 59 км (37 миля) пішохідна стежка на великі відстані, що проходить від Малл-оф-Ґалловей через Странраер до Гленаппа поблизу Баллантре, де стежка з’єднується з прибережною стежкою Ейршира.

## Маяк
На мисі розташований діючий маяк. Побудована в 1830 році інженером Робертом Стівенсоном, кругла вежа, пофарбована в білий колір, 26 метрів (85 фут) заввишки. Маяк збудований на висоті 99 метрів (325 фут) над рівнем моря і має радіус видимості 28 морських миль (52 км). Будівля самого маяка і дім доглядача маяка занесені до охоронної категорії А. 
Під час Другої світової війни, 8 червня 1944 року о 19:30, французький пілот Британської допоміжної служби повітряного транспорту (ATA), Кладіус Ешальє, загинув, розбившись об маяк на літаку «Бофайтер», під час низького виходу з Ірландського моря.
Тепер маяк працює автоматично, а старий флігель був перетворений на центр для відвідувачів, яким керує Фонд розвитку громад Південного Ринз, група місцевих жителів і підприємств. У 2013 році відбувся викуп громади, і Mull of Galloway Trust придбав землю та будівлі, за винятком вежі, від Northern Lighthouse Board.
У 2004 році в Малл-оф-Ґалловей було побудовано нове кафе під назвою «Gallie Craig». Його дизайн вписується в ландшафт з дерновим дахом, відкриваючи вид на Північну Ірландію та на південь на острів Мен .

## Зовнішні посилання
- Рада Північного маяка [Архівовано 3 січня 2017 у Wayback Machine.]
- Сайт області [Архівовано 3 лютого 2014 у Wayback Machine.]
- Веб-камера краєвидів з маяка
- Профіль на веб-сайті VisitScotland